# 萨韦讷 (多姆山省)
萨韦讷（法語：Savennes，法語發音：[savɛn]）是法国多姆山省的一个市镇，属于克莱蒙费朗区。

## 地理
萨韦讷（45°35'24"N, 2°29'43"E）面积16.81 平方千米，位于法国奥弗涅-罗讷-阿尔卑斯大区多姆山省，该省份为法国中南部省份，北起阿列省接壤，东临卢瓦尔省，南至上盧瓦爾省和康塔爾省，西接科雷兹省和克勒兹省。
与萨韦讷接壤的市镇（或旧市镇、城区）包括：梅利讷、孔福朗波尔迪约、圣艾蒂安欧克洛、默塞、桑格勒。

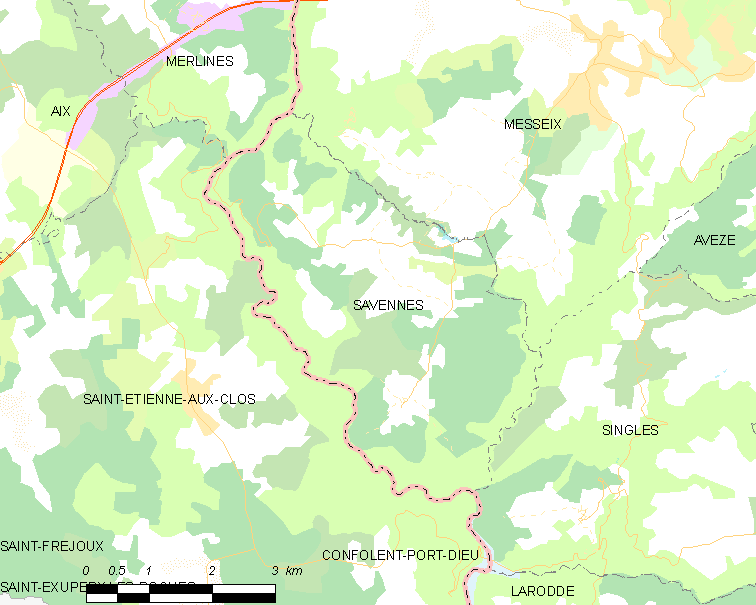
的OSM定位图

萨韦讷的时区为UTC+01:00、UTC+02:00（夏令时）。

## 行政
萨韦讷的邮政编码为63750，INSEE市镇编码为63416。

## 政治
萨韦讷所属的省级选区为圣乌尔斯县。

## 人口

1962-2008年间人口变化图示

萨韦讷于2022年1月1日时的人口数量为96人。